# Jim Jacobs
Jim Jacobs (* 7. Oktober 1942 in Chicago) ist ein US-amerikanischer Schauspieler, Autor und Komponist. Sein bekanntestes Werk ist das Musical Grease, das er zusammen mit Warren Casey schrieb. Jacobs wurde für den Tony Award und den Grammy Award nominiert.

## Leben
Jim Jacobs wuchs im Nordwesten der Stadt Chicago auf und besuchte 1956 bis 1960 die Taft High School. Während seiner High-School-Zeit war er Mitglied der Rockband DDT & the Dynamiters. Grease basiert nicht unwesentlich auf Jacobs Erfahrungen in dieser Zeit. 1963 trat er der Theatergruppe des  Hull House Playwrights Center bei und traf so Warren Casey. Die folgenden fünf Jahre war Jacobs an etwa 50 Theaterproduktionen im Großraum Chicago beteiligt. Er spielte eine Nebenrolle im Film Medium Cool. Jim Jacobs lebte in dieser Zeit vor allem von der Tätigkeit des Schreibens von Werbeanzeigen. 1970 konnte er eine Rolle in der Broadway-Aufführung No Place to Be Somebody erhalten.
1971 fand die Premiere des Theaterstückes Grease im Kingston Mines Theater in Chicago statt. Jacobs and Casey hatten die Jahre hindurch an dem Stück gearbeitet. Die Produzenten Ken Waissman and Maxine Fox bemerkten, dass Grease wahrscheinlich besser als Musical funktionieren würde, wenn es ein wenig entschärft würde. Sie erklärten sich bereit das Stück zunächst am Off-Broadway zu inszenieren.
Seit dem Erfolg von Grease hat Jacobs Musik und Liedtexte für einzelne Fernseh-Episoden oder Filme geschrieben und war am Drehbuch zu Grease 2 beteiligt. Er befasste sich seither aber vor allem mit Theaterarbeit in Chicago.
2013 beteiligte sich Jacobs an einer Casting-Show, um die Neuinszenierung von Grease am Broadway zu besetzen.

## Auszeichnungen und Nominierungen
- Grammy Awards 1972: Nominiert für den Grammy Award in der Rubrik Best Score from an Original Cast Show Album für den Soundtrack von Grease.[7]
- Tony Awards 1972: Nominiert zusammen mit Warren Casey für den Tony Award in der Kategorie Bestes Buch für ein Musikal für Grease.[3]